# لؤلؤ مزروع

مقطع عرضي للؤلؤة المزروعة واللؤلؤة الطبيعية

اللآلئ المزروعة هي لؤلؤ يتكون داخل كيس مزروع، بتدخل بشري، ضمن رخويات حية منتجة، في ظروف متنوعة، حسب نوع الرخويات والأهداف. ولأنها مصنوعة من نفس مادة اللؤلؤ الطبيعي، يمكن زراعتها في مياه البحر أو المسطحات المائية العذبة. أكثر من 95% من اللآلئ المتوفرة في السوق هي لآلئ مزروعة.

## تطور اللؤلؤ
تتكون اللؤلؤة عندما يُصاب نسيج الوشاح بطفيلي، أو هجوم سمكة، أو أي حدث آخر يُلحق الضرر بالحافة الخارجية الهشة لصدفة الرخويات، سواءً كانت ثنائية المصراع أو بطنية القدم. واستجابةً لذلك، يُفرز نسيج الوشاح في الرخويات عرق اللؤلؤ في كيس اللؤلؤ، وهو كيس يتشكل أثناء عملية الشفاء. كيميائيًا، يتكون هذا الكيس من كربونات الكالسيوم وبروتين ليفي يُسمى كونكيولين. وبينما يتراكم عرق اللؤلؤ في طبقات من أقراص الأراجونيت الدقيقة، يملأ كيس اللؤلؤ النامي، مُشكلًا في النهاية لؤلؤة.
تتكون اللآلئ الطبيعية في الطبيعة بالصدفة تقريبًا، أما اللآلئ المُستزرعة فيُصنعها الإنسان، عن طريق إدخال طُعم نسيجي من رخوي مُتبرع، فيتشكل عليه كيس اللؤلؤ، وترسب كربونات الكالسيوم من جانبه الداخلي على شكل عرق اللؤلؤ أو "أم اللؤلؤ".

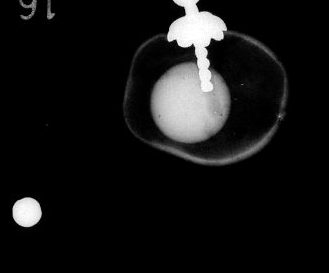
نواة اللؤلؤ المُستزرع هي حبة لبية كبيرة ومتماسكة مزروعة من صنع الإنسان. ومظهرها يُشبه إلى حد كبير مظهر اللؤلؤ الطبيعي. يُمكن اكتشافها باستخدام جهاز الأشعة السينية للأحجار الكريمة.

الطريقة الأكثر شيوعًا وفعاليةً لإنتاج اللؤلؤ المستزرع هي استخدام أصداف بلح البحر النهري العذب الذي يُحصد في الغرب الأوسط الأمريكي، من كندا إلى خليج المكسيك. وتُستخدم أصداف "واشبورد" و"مابل ليف" و"إيبوني" و"بيمبلباك" و"ثري ريدج" في زراعة اللؤلؤ نظرًا إلى توافقها مع الحيوان المضيف وعرق اللؤلؤ الذي ستُغطى به. تُقطع هذه الأصداف عالية الجودة والمطلوبة أولًا إلى شرائح ثم إلى مكعبات. تُصقل الحواف والزوايا حتى تصبح كروية الشكل تقريبًا، ثم تُطحن لتصبح دائرية تمامًا، وتُصقل بلمسة نهائية مصقولة بدقة.